# 와카야마현
와카야마현(일본어: 和歌山県, 문화어: 와까야마현)은 일본 긴키 지방 남부에 있는 현이며, 현청 소재지는 와카야마시이다. 2010년 8월에 인구 100만 명 선이 붕괴된 이후 현재까지 긴키 지방에서 유일하게 인구 100만 명 미만인 현이다.

## 개요
와카야마시를 중심으로 하는 현 북부는 한신 공업지대에 속해 연안부에는 제철소나 석유 제유소 등의 중화학 공업이 번성하지만, 태평양 벨트에서 벗어나 입지가 나쁜 지역은 평지가 적고 자연보호 정책의 일환으로 확보할 수 있는 공업용지의 빈약함, 그리고 거기에 따른 기계 공업의 부진으로 인해 오사카부나 효고현과 같은 과밀 도시권의 공업과 비교하면 생산량은 지극히 적다. 그 외에 현 전역에서 과수 재배를 중심으로 하는 농업이 번성하며, 특히 현 중부에서의 귤 재배나 고보시를 중심으로 하는 화훼 재배, 다나베시를 중심으로 하는 매실 등의 특산품이 있다. 그 밖에 소규모이지만 수산업, 임업이 번성하여 각지에서의 브랜드 육성이 진행되고 있다(자세한 것은 아래 경제 항목을 참조). 긴키 지방에서는 유일하게 최근 40년 간의 국세조사(1970년~2010년)에서 인구가 감소하고 있는 현이며, 긴키 지방의 다른 2부 4현이 모두 15~40%의 높은 성장을 이루고 있는 가운데 현저한 저하 경향을 보이고 있다. 와카야마시에서는 오사카권 등으로의 빨대 현상이 심각하고 인구 감소가 계속되고 있는 한편, 이와데시나 하시모토시 등 여러 도시의 베드타운으로서 현저한 인구 증가를 계속하고 있는 도시도 볼 수 있다.

## 지리
- 일본 긴키 지방
- 인접 도도부현: 오사카부, 나라현, 미에현, 효고현, 도쿠시마현

총 면적은 4726km2이고, 산지가 3832km2로 총 면적의 약 81%를 차지한다.
기이산지는 중앙에 대봉산맥이 남북으로 이어져 나라현과의 현 경계를 기와산맥(진이봉 1106m, 고마단산 1372m, 안도산 1184m)을 거쳐 가나시 산맥에 이어지며 그로부터 분리되어 룽먼·장봉·백마·호가봉 등의 산맥이 북에서 남쪽으로 병행해 사라의 그 남쪽으로 대탑산(1122m)를 중심으로 한 산괴가 반도 남단 근처까지 육박하고 있다.
서일본 여객철도(JR 서일본)의 기세이 본선(기노쿠니선)이 해안가를 달리고, 와카야마선이 기노가와가를 동서로 달린다. 기세이 본선에 거의 병주하는 형태로 국도 42호선이 기이반도를 둘러싸고 있다.
히가시무로군 기타야마촌 전역과 신구시 중 구마노가와정 다마키구치·구마노가와정 시마즈가 도비지이며 미에현과 나라현에 끼워진 곳에 있다.
시오곶은 혼슈의 최남단에 위치하고 태평양에서 세토 내해로 이어지는 바다에 접한다.중앙 구조선과 병행하는 기노가와 강가의 중규모 평야를 제외하고 대부분이 산이며, 도로·철도는 해안선을 따라 달리는 부분이 많다.
중부와 남부는 나라현, 미에현으로 연결되는 산괴에 있어 내륙을 향해서 표고는 높아진다. 큰 하천은 기노강이 평야를 흐르며 아리다강, 히다카강, 돈다강, 히키강, 고자강, 구마노강 모두가 산간을 아주 구불구불하게 흐르며 험한 V자 계곡을 형성한다. 지형은 남쪽이 더욱 험준하다.
잘 발달한 조엽수림으로 덮여 있고 절벽 땅에서조차 산림이 발달한다. 그러나 그 상당수는 벌채되어 인공림이 되어 있다. 그래도 인가 주변의 이차림적 시이림 등을 포함하면 자연림이 남아 있는 지역이다. 근래에는 산림에서 사슴, 농촌부에서 너구리 등의 식생이 눈에 띄기 시작하고 있다.
바다는 특히 남부에서 쿠로시오 해류의 영향이 강하고 구시모토 부근에서는 산호초에 가까운 상황의 지역이 있다. 또 나비고기 같은 열대에 사는 물고기도 남부 연안에서는 잡히기도 한다. 상세한 내용에 대해서는 기이반도를 참조.

## 역사
현재의 와카야마현은 대부분 과거 기이국의 서부에 해당한다. 에도 시대에는 도쿠가와 이에야스의 친족인 신판 다이묘가 다스렸다. 덴쇼 13년에 와카야마성이 축조되며 지역명이 와카야마가 되었다. 1953년과 2011년에는 태풍으로 큰 피해를 입었다.

## 기후
와카야마현은 기이반도 근처 바다를 흐르는 쿠로시오 해류의 영향을 받아 연중 온난하다. 다만 산간부로 한정하면 겨울은 혹독한 추위가 찾아온다. 그 중에서 가장 추운 다카노산은 겨울철의 평균 기온이 아오모리시나 하코다테시 같은 북일본 지방과 비슷하며 눈이 내리는 일도 많다. 이에 반해 연안부에는 무상지대가 존재한다. 여름부터 가을에 걸쳐 태풍의 내습이 많아 1951년 이후의 태풍 상륙 수는 가고시마현, 고치현에 이어 3번째로 많은 현이다. 그 중에서도 "이세만 태풍" 때는 기이반도 및 도카이 지방 등에 심각한 피해를 가져왔다.
| 평년값 (월 단위) | 평년값 (월 단위) | 기호쿠      | 기호쿠      | 기호쿠            | 기추                | 기추        | 다나베・니시무로    | 다나베・니시무로  | 다나베・니시무로 | 다나베・니시무로    | 신구・히가시무로 | 신구・히가시무로        | 신구・히가시무로    | 신구・히가시무로      |
| 평년값 (월 단위) | 평년값 (월 단위) | 와카야마산  | 가쓰라기    | 다카노정 다카노산 | 아리다가와정 시미즈 | 유아사      | 다나베시 구리스가와 | 다나베시 모토야마 | 시라하마         | 시라하마정 히키가와 | 신구             | 나치카쓰우라정 이로카와 | 고자가와정 니시가와 | 구시모토정 시오미사키 |
| ---------------- | ---------------- | ----------- | ----------- | ----------------- | ------------------- | ----------- | ------------------- | ----------------- | ---------------- | ------------------- | ---------------- | ----------------------- | ------------------- | --------------------- |
| 평균 기온 (℃)    | 최난월           | 27.8 (8월)  | 26.2 (8월)  | 22.3 (8월)        | 24.9 (8월)          |             | 25.2 (8월)          |                   | 27.2 (8월)       |                     | 26.8 (8월)       |                         | 25.0 (8월)          | 26.5 (8월)            |
| 평균 기온 (℃)    | 최한월           | 5.9 (1월)   | 3.7 (1월)   | −0.5 (1월)        | 2.7 (1월)           |             | 3.8 (1월)           |                   | 7.1 (1월)        |                     | 7.0 (1월)        |                         | 4.1 (1월)           | 7.9 (1월)             |
| 강수량 (mm)      | 최다월           | 208.5 (9월) | 223.3 (6월) | 281.9 (6월)       | 287.8 (6월)         | 238.9 (6월) | 357.1 (6월)         | 449.4 (9월)       | 240.0 (9월)      | 307.6 (6월)         | 437.5 (9월)      | 494.1 (9월)             | 456.4 (9월)         | 358.7 (6월)           |
| 강수량 (mm)      | 최소월           | 41.3 (12월) | 43.2 (12월) | 63.4 (12월)       | 60.5 (12월)         | 47.0 (12월) | 68.3 (12월)         | 65.6 (12월)       | 58.6 (12월)      | 70.4 (12월)         | 74.6 (12월)      | 81.6 (12월)             | 87.1 (12월)         | 83.8 (12월)           |

### 현 북부(기호쿠)
세토 내해식 기후에 속하고 장마철과 태풍기를 제외하면 강수량이 적어 연간 일조시간이 긴 지역이다. 여름이 되면 와카야마시 등 평야부에서는 연일 열대야가 계속되어 꽤 잠들기 어려운 밤도 있지만, 낮에는 그렇게 덥지는 않다. 그러나 기이산지와 이즈미 산록, 곤고산지 사이에 위치한 북동부는 내륙 기후(여름과 겨울, 낮과 밤의 기온차가 크다) 경향이 있기 때문에 무더위가 나타날 수 있다. 1994년 8월 8일에 이토군 가쓰라기정에서 40.6℃(1933년 7월 25일에 야마가타시에서 관측된 당시의 일본 역대 최고 기온 기록인 40.8℃를 뒤잇는 기록)를 관측했다. 또한 북동부에서는 기온차를 이용해 포도를 비롯한 다양한 과일 재배가 이루어지고 있다.
겨울은 맑은 날이 많기 때문에 방사 냉각이 강해진 아침에는 평야부에서도 추운 날이 되는 일이 있다. 게다가 강한 겨울형의 기압 배치가 되면 눈구름이 와카야마시를 덮쳐 극히 드물게 희미하지만 적설이 관측되는 날이 있다.

### 현 중부(기추)
태평양측 기후에 속해 연간 일조시간이 긴 지역이다. 연 강수량은 2,000mm 정도로 그리 많지는 않다. 고보시 등 연안부의 여름은 무덥지만, 해양성 기후의 특징인 바닷바람이 불어 거의 폭염이 되지 않기 때문에 비교적 시원한 편이다(히가시무로군 구시모토정 우시오곶 등 현 남부의 연안부에도 같은 특징이 보인다).

### 현 남부
태평양측 기후에 속해 연간 일조시간이 2,200시간을 넘어 일본 1~2위를 다툴 정도로 일조시간이 긴 지역이다. 한편 연간 강수량은 꽤 많고, 특히 동부는 4,000mm에 이르러 일본에서도 유수한 다우 지대이다. 여름부터 가을에 걸쳐 태풍이 빈번히 통과한다고 해서 「태풍 긴자」로 불리고 있다. 또 태풍 본체가 멀리 있는 경우에도 남쪽에서 유입되는 난습류의 영향으로 남동부를 중심으로 많은 비를 뿌려 피해를 가져올 수 있다.

## 지역

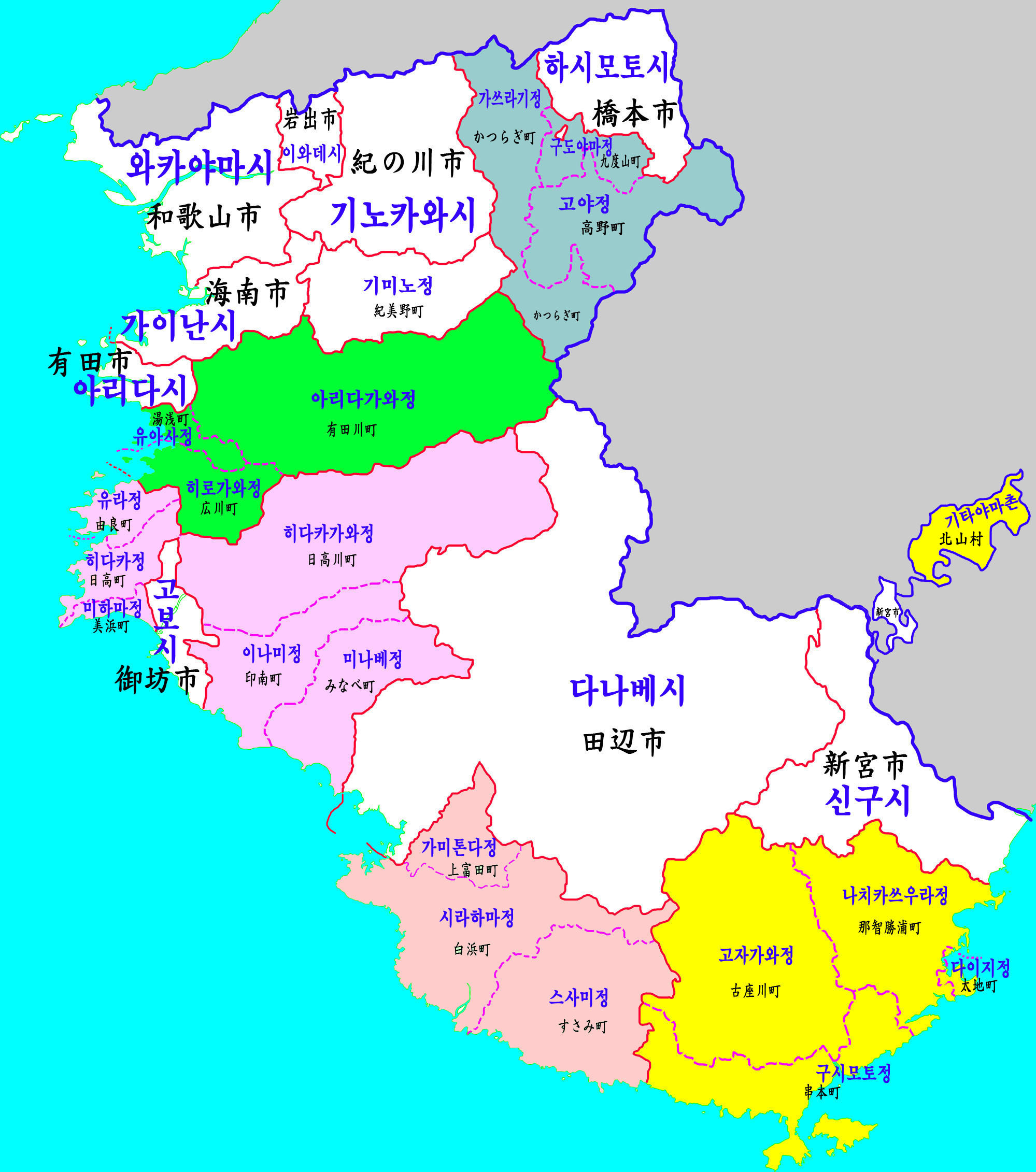
와카야마현의 지도

| - 와카야마시(和歌山市) - 현청 소재지 - 가이난시(海南市) - 하시모토시(橋本市) - 기노카와시(紀の川市) - 이와데시(岩出市) - 가이소군(海草郡) - 기미노정(紀美野町) - 이토군(伊都郡) - 가쓰라기정(かつらぎ町), 구도야마정(九度山町), 고야정(高野町) - 아리다시(有田市) - 고보시(御坊市) - 아리다군(有田郡) - 유아사정(湯浅町), 히로가와정(広川町), 아리다가와정(有田川町) - 히다카군(日高郡) - 미하마정(美浜町), 히다카정(日高町), 유라정(由良町), 히다카가와정(日高川町), 이나미정(印南町), 미나베정(みなべ町) | - 다나베시(田辺市) - 신구시(新宮市) - 니시무로군(西牟婁郡) - 시라하마정(白浜町), 가미톤다정(上富田町), 스사미정(すさみ町) - 히가시무로군(東牟婁郡) - 다이지정(太地町), 나치카쓰우라정(那智勝浦町), 구시모토정(串本町), 고자가와정(古座川町), 기타야마촌(北山村) |

## 인구
|                                                | |
| 와카야마현의 전국의 연령별 인구 분포（2005년） | 와카야마현의 연령·남녀별 인구 분포（2005년）                                                                           |
| ■자주색 ― 와카야마현 ■녹색 ― 일본전국          | ■파랑색 ― 남자 ■빨간색 ― 여자                                                                                          |
| · 와카야마현의 인구추이                        | |
| 일본 총무성 통계국 국세조사 결과               | |
|                                                | 기술적 문제로 인해 그래프를 일시적으로 사용할 수 없습니다. 파브리케이터와 미디어위키 위키에 더 자세한 정보가 있습니다. |

## 경제

### 농업
와카야마현은 많은 귤 생산량을 자랑한다.

## 문화
이토군에 있는 고야산(高野山)은 일본 불교의 분파인 진언종의 본거지이다. 최초의 일본식 불교 사원 중 하나와 순례지 유적이 있어 참배를 위해 산으로 오는 관광객들이 증가하고 있다. 구마노 신사는 현의 남쪽 끝에 위치한다.

## 교통

### 철도
- 도카이 여객철도
  - 기세이 본선

- 서일본 여객철도
  - 기세이 본선(기노쿠니선)
  - 한와선
  - 와카야마선

- 난카이 전기 철도
  - 난카이 본선
  - 와카야마항선(일본어판)
  - 가다선
  - 고야선

- 와카야마 전철
  - 기시가와선

- 기슈 철도(일본어판)
  - 기슈 철도선

### 공항
- 난키 시라하마 공항

### 도로
- 한와 자동차도
- 코야류진 스카이라인(高野龍神 Skyline)
- 국도 24호선
- 국도 26호선
- 국도 42호선
- 국도 168호선
- 국도 169호선
- 국도 제311호선 (일본)(일본어판)
- 국도 제370호선 (일본)(일본어판)
- 국도 제371호선 (일본)(일본어판)
- 국도 제424호선 (일본)(일본어판)
- 국도 제425호선 (일본)(일본어판)
- 국도 제480호선 (일본)(일본어판)

## 자매 결연 지역
- 중화인민공화국 산둥성 - 1984년 4월 18일
- 프랑스 피레네조리앙탈주 - 1993년 9월 15일
- 미국 플로리다주 - 1995년 10월 4일
- 멕시코 시날로아주 - 1996년 5월 20일